# Aart Roos
Aart Roos (Zaandam, 28 augustus 1919 – Purmerend, 15 november 2009) was een Nederlands beeldend kunstenaar.

## Biografie
Roos werd vooral in de jaren '50 en '60 van de 20e eeuw bekend met expressionistische en monumentale schilderijen, maar vervaardigde ook gouaches, tekeningen, grafiek, sgraffito's, glasappliques en muurschilderingen. Zijn stijl behoorde tot het abstract expressionisme. Hij werd geboren in Zaandam en volgde van 1941 tot 1944 een opleiding aan de Rijksakademie van Beeldende Kunsten in Amsterdam. Daar leerde hij vooral portret- en modeltekenen van prof. G.V.A. Röling. Zijn klasgenoten waren onder anderen Jef Diederen, Pieter Defesche, Karel Appel, Corneille en Ko Sarneel. Na de oorlog bracht Roos zichzelf allerlei schildertechnieken bij en werd hij actief in de net opgerichte Beroepsvereniging van Beeldende Kunstenaars BBK.
Aart Roos raakte in zijn jeugd geïnspireerd door Picasso, Paul Klee en Constant Permeke, later ook door Willem de Kooning, Robert Motherwell en Graham Sutherland. Zijn stijl veranderde meteen na de oorlog van figuratief in abstract expressionistisch. Hij schilderde kleurrijk en gebruikte het drama van intermenselijke relaties vaak als thema. Maar ook drama in de natuur kwam vaak terug in zijn werk.
In en om Amsterdam vervaardigde Aart Roos in opdracht van gemeenten en bedrijven talloze monumentale kunstwerken, waarvan de vijftien meter lange muurschildering Vogels en Bloemen in de voormalige Timorschool te Amsterdam uit 1962, het bekendste is. Van 1968 tot 1980 was Roos docent monumentale kunst aan de Koninklijke Academie van Beeldende Kunsten in Den Haag. Het Stedelijk Museum Amsterdam kocht 19 werken van hem aan, evenals andere musea en instellingen. Ook in de Rijkscollectie, beheerd door de Rijksdienst voor het Cultureel Erfgoed (RCE), werd een twintigtal werken van zijn hand opgenomen. Roos bleef tot 1995 schilderen, toen dwong een hersenbloeding hem te stoppen.

## Werk
- David, olieverf op doek, Stichting Aart Roos
- De Ramp (1953), gouache, RCE
- Verwachting (1958), olieverf op doek, RCE
- Aanbidding der totems, olieverf op doek. Stedelijk Museum Amsterdam
- Kind in atelier, olieverf op doek, Collectie gemeente Amsterdam
- Vogels en bloemen (1962), muurschildering, Cultureel Centrum Timorplein, Amsterdam
- Lichaam op kruis (1965), olieverf op doek, Stichting Aart Roos
- Geboorte, Leven, Dood, olieverf op paneel, Edams Museum
- Monument XI, olieverf op doek, Stedelijk Museum Amsterdam
- Vagebond, acrylverf op papier, Uitwaterende Sluizen Noord-Holland

## Musea
Musea met werken van Aart Roos
- Stedelijk Museum Amsterdam
- Stedelijk Museum Schiedam
- Centraal Museum Utrecht